# باشگاه ورزشی استانبول‌اسپور
باشگاه ورزشی استانبول‌اسپور (انگلیسی: İstanbulspor) یک باشگاه فوتبال مستقر در استانبول، ترکیه است که در حال حاضر در سوپر لیگ فوتبال ترکیه، بالاترین سطح لیگ فوتبال در این کشور به فعالیت می‌پردازد. 